# My Lucky Day (Bruce Springsteen)
My Lucky Day è un singolo del cantautore statunitense Bruce Springsteen, pubblicato nel 2008 ed estratto dall'album Working on a Dream.

## Tracce
- Download digitale

1. My Lucky Day - 4:00